# St. Matthias (Bottrop-Ebel)
Koordinaten: 51° 30′ 1,6″ N, 6° 56′ 48,9″ O
Die Kirche St. Matthias ist ein ehemaliges römisch-katholisches Kirchengebäude in dem Bottroper Stadtteil Ebel. Die Kirche wurde 2018 geschlossen und soll zu einer Kindertagesstätte umfunktioniert werden.

## Kirche
Zwischen 1899 und 1904 entstand für die überwiegend aus Oberschlesien zugewanderten Bergleute von Prosper I. die Kolonie Ebel. Dabei war die Bevölkerung mehrheitlich katholischen Glaubens. Die zuständige nächstgelegene Kirche St. Dionysius in Borbeck lag allerdings knapp fünf Kilometer entfernt. Seit 1911 wurden die Ebelaner dann von der neuen St. Michaels-Kirche betreut, die zur Entlastung von St. Dionysius in Dellwig entstand und nur noch gut zwei Kilometer entfernt war. Doch der Bedarf vor Ort blieb groß und mit dem Bau des Rhein-Herne-Kanals 1914 wurde Ebel vom restlichen Großraum Borbeck abgetrennt, was die Kirchwege wieder deutlich verlängerte. Um dem Ebelaner Bedarf gerecht zu werden, gründete sich 1927 ein eigener Kirchenbauverein. Auch gab es ab 1931 bis 1938 behelfsweise Notmessen in der Ebelschule. Regelmäßig sollen nach einem Brief des Dellwiger Pfarrers Matthias Lambertz an den Erzbischof in Köln 350 bis 400 Gläubige im Schulsaal die Messen besucht haben.

### 1. Kirchbau
Nach Plänen des Architekten Josef Franke, der ansonsten insbesondere in Gelsenkirchen Sakral- und Profanbauten schuf, begannen schließlich im Oktober 1937 die Bauarbeiten zur neuen eigenen Kirche für die Siedlung. Auf Initiative des Dellwiger Pfarrers Matthias Lambertz wurde der Apostel Matthias zum Namensgeber der Kirche ernannt, wobei ein Stein aus der Benediktinerabtei St. Matthias in Trier in die Grundmauern eingearbeitet und auch noch heute sichtbar ist. Als Filialkirche von St. Michael fand am 10. Juli 1938 durch den Kölner Weihbischof Josef Hammels die Einweihung statt. Erster Ebelaner Pfarrer wurde Peter Wilden. Während des 2. Weltkriegs wurde der Saal unter dem Kirchengebäude durch das NS-Regime als Versammlungsort verwendet. Auch wurden die Glocken eingezogen.

### 2. Kirchbau
Nach festgestellten Bergbauschäden wurde die Kirche 1957/1958 abgerissen und auf den alten Grundmauern wieder aufgebaut. Eingesegnet wurde das neue Gebäude am 23. Dezember 1958 durch den Bottroper Dechanten Wilhelm Bruns. Auch die heutigen Fenster stammen aus dieser Zeit. Der Glockenturm kam erst 25 Jahre nach der Kirchweihe im Jahre 1983 dazu.
Die Strukturen der katholischen Kirche, sowohl professioneller als auch ehrenamtlicher Art, prägten das gesellschaftliche Leben des Stadtteils über Jahrzehnte. Mit der 2008 vollzogenen Zusammenlegung der Gemeinden des Bottroper Südens zu Großpfarrei St. Joseph verlor sich allerdings das engmaschige Netzwerk der Kirche mit Folgen auch für das nachbarschaftliche Zusammenleben. Seltenere Gottesdienste oder der Verlust anderer kirchlicher Angebote waren die Folge. Insgesamt acht Ebelaner Pfarrer betreuten die Gemeinde. 2017 hat die Großgemeinde St. Joseph angekündigt, sich mittelfristig neben den Kirchen St. Joseph in Batenbrock, Liebfrauen auf dem Eigen und St. Franziskus in Welheim auch von St. Matthias zu trennen.
Anlässlich Erntedanks gab es von 2006 bis 2018 kunstvolle Erntedankteppiche aus Naturmaterial wie Tannenzapfen, Kastanien, Bucheckern, Eicheln, Mais, Hagebutten und Holunder. Der gesamte ca. 12 Meter lange Mittelgang des Kirchengebäudes wurde nach einem jährlichen Motiv ausgelegt. Auch die WDR-Lokalzeit berichtete über diese Tradition, die weit über Ebel Bekanntheit erlangte. Nach einem ökumenischen Gottesdienst wurde der Erntedankteppich der Öffentlichkeit übergeben und täglich geöffnet. Besucher konnten Geld spenden, was dann für einen guten Zweck verwendet wurde.
Der letzte Gottesdienst fand am 28. Oktober 2018 statt, amtlich profaniert wurde die Kirche per Dekret vom 22. April 2024, als sie bereits an einen Investor verkauft war, sie soll zu einer Kindertagesstätte umgenutzt werden.

## Matthiashaus
Ab 1952 wurde das Matthiasheim als Jugendheim von Gemeindemitgliedern gebaut. Nachdem die katholische Kirche über die Aufgabe des Hauses entschied, gründete sich zur Unterstützung der Erhaltung des Gebäudes 2007 der Trägerverein Matthiashaus Bottrop-Ebel 2007 e.V. Das Bistum versprach, bei einer ehrenamtlichen  Bewirtschaftung des Hauses, dieses weiter zu erhalten. Neben der Aufrechterhaltung des Matthiashauses geht es dem Trägerverein auch um den Erhalt und Ausbau eines lebenswerten und lebendigen Sozialraums in Ebel. Heute ist das Haus Treffpunkt einer Chorgemeinschaft, der KFD, der evangelischen Kirche, einer Knappengarde, einer Karnevalsgruppe, dem Jugendamt, dem Förderverein Ebel und einer Theatergruppe. Auch soll das Matthiashaus eine Kapelle als Kirchenersatz für die Aufgabe von St. Matthias bekommen. Dabei sollen der Altar, der Ambo und die Bänke aus der Werktagskapelle sowie die Mariafigur aus der Kirche hier ihren Platz finden.

## Familienzentrum St. Matthias
Auch gibt es in unmittelbarer Nähe zur Kirche die katholische Kindertagesstätte St. Matthias, die sich seit 1972 an ihrem heutigen Sitz und in ihrem heutigen Gebäude befindet. Sie ist die einzige Tageseinrichtung des Stadtteils und wird heute vom Zweckverband Katholische Tageseinrichtungen für Kinder im Bistum Essen getragen. Der erste Vorläufer dieser Einrichtung liegt aber bereits im Jahr 1935, als die Rheinischen Stahlwerke Abteilung Arenberg eine Kinderbewahrschule für Kinder in der Ebelkolonie eröffneten. Seit 2010 ist St. Matthias im Verbund mit der Kindertagesstätte St. Barbara (Lehmkuhle) als Familienzentrum zertifiziert. In zwei Gruppen werden in Ebel aktuell 45 Kinder im Alter zwischen zwei Jahren und dem Schuleintritt aufgenommen.